# Cantonul Goussainville
Cantonul Goussainville este un canton din arondismentul Sarcelles, departamentul Val-d'Oise, regiunea Île-de-France, Franța.

## Comune
- Goussainville (reședință)
- Louvres